# SHAMROCK
SHAMROCK è il quarto album della cantante giapponese Megumi Hayashibara uscito il 21 marzo 1993 per la Starchild. Il disco è stato ripubblicato dalla King Records il 16 marzo 2005. L'album ha raggiunto la dodicesima posizione della classifica degli album più venduti in Giappone.

## Tracce
1. Ganbatte! (がんばって!) - 4:08
2. COMET rendez-vous - 4:12
3. CHILDREN PARTY - 4:57
4. Gatsu no Yuki <MOMO Version> (April Snow) - 6:10
5. Yume wo dakishimete (夢を抱きしめて; Holding Onto a Dream) - 3:48
6. ROCK de Ikou <New Version> (ROCKで行こう; Going to Rock) - 3:48
7. Only One <New Version> - 4:38
8. SUPER FEELING - 4:55
9. DON'T SIGH - 3:57
10. Suki Yori Daisuki Minky Smile (好きより大好きミンキースマイル!) - 2:25
11. Lullaby Agetai <New Version> (ララバイ☆あ・げ・た・い) - 4:36
12. Our Goody Day... Bokura no Good Day (OUR GOOD DAY… 僕らのGOOD DAY) - 4:11
13. In The Fluffy MOON Nite <New Version> - 4:33
14. LOOKIN' FOR LOVE - 4:23
15. Sad Man  - 5:24